# Doug Serrurier
Pour les articles homonymes, voir Serrurier (homonymie).
Pas d'image ? Cliquez ici
Louis Douglas Serrurier, né le 9 décembre 1920 à Germiston et mort le 3 juin 2006 à Johannesburg, est un pilote et constructeur automobile de Formule 1 sud-africain d'origine française.

## Biographie
Doug Serrurier a participé à trois épreuves de championnat du monde de Formule 1, en fait trois éditions du Grand Prix d'Afrique du Sud lorsque celui-ci comptait pour le championnat, débutant en décembre 1962. Il ne réussit à se qualifier qu'à deux reprises (1962 et 1963) et n'a pas inscrit de point au championnat des pilotes. Il a également participé à douze épreuves de F1 hors championnat de 1961 à 1966 et a fini sixième du Grand Prix du Natal 1961 (10e en 1962).
Serrurier a construit une série de monoplaces de courses sous le nom de LDS d'après ses initiales, voitures exclusivement pilotées par lui-même et Sam Tingle. Après sa carrière de pilote de Formule 1 et la cessation de son activité de constructeur artisanal, il a pris part à des courses d'endurance à bord d'une Lola T70 et s'est imposé au Grand Prix du Mozambique en 1966 puis, en 1967 à celui de Pietermaritzburg. Après une dernière sortie aux 6 Heures de Kyalami en 1970 sur une Ford Mustang, il a mis un terme à sa carrière sportive.

## Résultats complets en championnat du Monde de Formule 1
| Saison | Écurie       | Châssis | Moteur                | Pneus  | Participations en GP | Points inscrits | Classement |
| ------ | ------------ | ------- | --------------------- | ------ | -------------------- | --------------- | ---------- |
| 1962   | Otelle Nucci | LDS Mk1 | Alfa Romeo 4 en ligne | Dunlop | 1                    | 0               | n.c.       |
| 1963   | Otelle Nucci | LDS Mk1 | Alfa Romeo 4 en ligne | Dunlop | 1                    | 0               | n.c.       |
| 1965   | Otelle Nucci | LDS Mk2 | Climax 4 en ligne     | Dunlop | 1 non-qualification  | 0               | n.c.       |